# Garrett Weber-Gale
Garrett Weber-Gale (n. 6 august 1985, Stevens Point, Wisconsin, SUA) este un înotător american, medaliat olimpic. A participat la o ediție a Jocurilor Olimpice (2008) în care a câștigat 3 medalii de aur.